# Lasiopa rhodesiensis
Lasiopa rhodesiensis är en tvåvingeart som först beskrevs av Lindner 1952.  Lasiopa rhodesiensis ingår i släktet Lasiopa och familjen vapenflugor. Inga underarter finns listade i Catalogue of Life.